# Dolní Pohleď
Dolní Pohleď (en allemand : Pochled) est une commune du district de Kutná Hora, dans la région de Bohême-Centrale, en République tchèque. Sa population s'élevait à 93 habitants en 2020.

## Géographie
Dolní Pohleď se trouve sur la rive droite de la Sázava, un affluent de la Vltava, à 3 km à l'est-nord-est de Zruč nad Sázavou, à 26 km au sud-sud-ouest de Kutná Hora et à 63 km au sud-est de Prague.
La commune est limitée par Zruč nad Sázavou à l'ouest et au nord, par Slavošov au nord, par Pertoltice à l'est et au sud-est, et par Horka II au sud.

## Histoire
La première mention écrite de la localité date de 1399.

## Administration
La commune se compose de trois quartiers :
- Dolní Pohleď
- Měchonice